# Река Дёма
Река Дёма — посёлок в Пономарёвском районе Оренбургской области. Единственный населённый пункт Дёминского сельсовета.

## География
Расположен на крайнем юго-востоке района на левом берегу реки Дёма в 31 км от Пономарёвки, в 28 км к северо-западу от Шарлыка, в 150 км к северу от Оренбурга.
В 3,5 км к западу от посёлка проходит автодорога Р239 «Казань — Оренбург — граница с Казахстаном», имеется подъездная дорога от неё к посёлку, а также местные дороги — от посёлка на север в Софиевку и на восток в Дубровку.

## Объекты социальной сферы
В селе имеется фельдшеро-акушерский пункт, МФЦ, несколько магазинов, средняя школа, пожарный пост, почтовое отделение и точка банковского обслуживания. 

## Население
| 2010 | 2012 | 2013 | 2014 | 2015 | 2016 | 2017 |
| ---- | ---- | ---- | ---- | ---- | ---- | ---- |
| 656  | ↗679 | ↗698 | ↗727 | ↗731 | ↘730 | ↗744 |
| 2018 | 2019 | 2020 | 2021 |      |      |      |
| ↗753 | ↗774 | ↗790 | ↗792 |      |      |      |